# 포한군
포한군(枹罕郡)은 남북조 시대 북위때 설치된 중국의 옛군이다. 포한군의 포(枹)는 부(桴)로 발음되었기에 부한군(桴罕郡)이라고도 불렸으며 당나라때부턴 안향군(安鄕郡)으로 불렸다.

## 수
주현제를 실시할 때는 포한군을 폐지하고 하주(河州)라 불렸다. 4현 13,157호를 거느렸다.
| 현명   | 한자   | 대략적위치                                                 | 비고                                                                                |
| ------ | ------ | ---------------------------------------------------------- | ----------------------------------------------------------------------------------- |
| 포한현 | 枹罕縣 | 린샤 후이족 자치주 린샤 현 황니만향일대                    | 관관(關官)과 봉림산(鳳林山)이 있다.                                                 |
| 용지현 | 龍支縣 | 하이둥 지구 민허 후이족 투족 자치현 고선진 북쪽 용지현고성 | 북위에서 북금성현이라고 불렀고 서위에서 용지현으로 개명했다. 당술산(唐述山)이 있다. |
| 대하현 | 大夏縣 | 린샤 후이족 자치주 허정 현 난가촌일대                      | 금뉴산(金紐山)이있다.                                                               |
| 수지현 | 水池縣 | 린샤 후이족 자치주 캉러 현 이나만일대                      | 북위에서 심주(蕈州)로 명했다 북주때 지금의 이름으로 개명했다.                       |

## 당
619년(당 고조 무덕 2년), 이궤를 점령한 뒤 하주(河州)를 두었고 포한현, 대하현의 2현을 속현으로 두었다. 636년(당 태종 정관 10년) 폐지된 미주(米州)의 미천현(米川縣)을 본주로 내속시켰다. 742년(당 현종 천보 원년), 군현제를 실시하면서 안향군으로 개명되었다가 758년(당 숙종 건원 원년), 주현제를 재실시하면서 하주로 복귀했다. 과거 3현 3,391호 12,655명을 거느렸다가 천보연간에 5,782호 36,886명을 거느리게 되었다.
| 현명   | 한자   | 대략적위치                              | 비고 |
| ------ | ------ | --------------------------------------- | --- |
| 포한현 | 枹罕縣 | 린샤 후이족 자치주 린샤 현 황니만향일대 | 장궤가 하주를 설치했고 북위대 포한군을 두었다. 619년 하주를 설치했다. |
| 대하현 | 大夏縣 | 린샤 후이족 자치주 허정 현 하양가일대   | 627년(당 태종 정관 원년), 포한현에 통폐합되었다가 631년(당 태종 정관 5년)복구되었다. |
| 봉림현 | 鳳林縣 | 린샤 시 북부                            | 한나라 금성군 백석현이었다. 장궤가 영고현(永固縣)으로 고쳤고 633년(당 태종 정관 7년) 폐지되고 오주(烏州)가 되었다. 637년(당 태종 정관 11년) 오주(烏州)를 폐하고 그 성에 안향현(安鄕縣)을 두고 본주로 내속시켰다. 742년 봉림관에 이름을 따와 봉림현으로 개명했다. |

## 송
진봉로에 속했다. 상급주로 군사가 파견되었다. 1073년(북송 신종 희녕 6년) 수복했다. 사향을 공납으로 바쳤고 숭녕연간에는 1현 1,061호 3,895명을 거느렸다.
| 현명   | 한자   | 대략적위치 | 비고 |
| ------ | ------ | --- | --- |
| 영하현 | 寧河縣 | | 1073년 포한현을 설치했으나 1076년(북송 신종 희녕 9년)폐지했고 1105년(북송 휘종 숭녕 4년) 영하채(寧河砦)를 현으로 승격되었다. 린샤 후이족 자치주 허정현에 향자성(香子城)이 있었다.                                                         |
| 정강성 | 定羌城 | 린샤 후이족 자치주 광허현 | 1074년 하락성(河諾城)에서 개명되었다. |
| 남천채 | 南川砦 | 린샤 후이족 자치주 윤집진 | 1074년 남산보를 설치하고 이를 남천채로 바꿨다. |
| 동곡보 | 東穀堡 | 1074년 동곡보가 설치되었다. | 1074년 동곡보가 설치되었다. |
| 염정보 | 閻精堡 | 린샤 후이족 자치주 포한진일대 | 1075년 설치되었다. |
| 서원보 | 西原堡 | 1079년 설치되었다. | 1079년 설치되었다. |
| 북하보 | 北河堡 | 1079년 설치되었다. | 1079년 설치되었다. |
| 통회관 | 通會關 | 린샤 후이족 자치주 허정현 남 | 1074년 설치되었다. |
| 순화성 | 循化城 | 간난 티베트족 자치주 샤허현 북 | 1103년(북송 휘종 숭녕 2년), 일공성(一公城)을 수복했고 순화성으로 개명했다. 낙주(樂州)문서에서도 보인다. 동으로 통진보(通津堡)경계까지 15리, 서로 국화하(菊花河)까지 60리, 남으로 박수원(撲水原)까지 21리, 북으로 영새보경계까지 15리이다. |
| 안강채 | 安疆砦 | 하이둥 시 쉰화 사라족 자치현 동남 | 1103년 당표성(當標城)을 수복하고 안강채로 개명했다. 낙주문서에서도 보인다. 동으로 내동보(來同堡)에서 33리, 서로 통진보까지 50리, 남으로 순화성까지 110리, 북으로 황하까지 20리거리이다.                                                   |
| 회강성 | 懷羌城 | 간난 티베트족 자치주 샤허현 곡오진 서남 | 1104년(북송 휘종 숭녕 3년)王厚수복했다. 동으로 남천채까지 60리, 서로 순화성까지 65리, 남으로 조주경계까지 170여리, 북으로 안강채까지 170리이다.                                                                                           |
| 내강성 | 來羌城 | | 1104년 王厚수복했다 동으로 안향관 70리, 서로 대통성경계까지 38리, 남으로 남천경계까지 48리, 북으로 황하까지 20리이다. |
| 강주성 | 講朱城 | 간난 티베트족 자치주 샤허현 동 | 1099년(북송 철종 원부 2년) 조서안무사가 하남의 강주성, 일공성, 조착성(錯鑿城), 당표성, 동살성(彤撒城), 동영성(東迎城)의 6개성을 수복했다. 1103년 서하를 공격해서 재수복했다.                                                              |
| 조착성 | 錯鑿城 | | |
| 동살성 | 彤撒城 | | |
| 동영성 | 東迎城 | | |
| 영하채 | 寧河砦 | 1105년(북송 휘종 숭녕 4년) 영하현에서 현으로 승격된것과는 다른 영하채이다. 동으로 정강성까지 30리, 서로 하주까지 45리, 남으로 통회관까지 30리, 북으로 하주경계까지 20리였다. | 1105년(북송 휘종 숭녕 4년) 영하현에서 현으로 승격된것과는 다른 영하채이다. 동으로 정강성까지 30리, 서로 하주까지 45리, 남으로 통회관까지 30리, 북으로 하주경계까지 20리였다.                                                              |
| 내동보 | 來同堡 | 1104년 축성되어 감박보(甘撲堡)에서 지금의 이름으로 개명되었다. 동으로 남천채까지 90리, 서로 안강채까지 35리, 남으로 회강성까지 35리, 북으로 내강성까지 30리였다.             | 1104년 축성되어 감박보(甘撲堡)에서 지금의 이름으로 개명되었다. 동으로 남천채까지 90리, 서로 안강채까지 35리, 남으로 회강성까지 35리, 북으로 내강성까지 30리였다.                                                                          |
| 통진보 | 通津堡 | 1104년 남달보(南達堡)에서 지금의 이름으로 개명되었다. 동으로 안강채까지 45리, 서로 대통성 경계까지 25리, 남으로 순화성까지 130리, 북으로 대통성경계까지 20리였다.            | 1104년 남달보(南達堡)에서 지금의 이름으로 개명되었다. 동으로 안강채까지 45리, 서로 대통성 경계까지 25리, 남으로 순화성까지 130리, 북으로 대통성경계까지 20리였다.                                                                         |
| 남산보 | 南山堡 | 원주 수녕현에 속했다. | 원주 수녕현에 속했다. |
| 안향관 | 安鄕關 | 린샤 후이족 자치주 융징현 안향고성 | 1100년(북송 철종 원부 3년)성교관(城橋關)에서 지금의 이름으로 개명했다. 경옥관경계까지 동으로 40리, 서로 임탄보까지 40리, 하주 경계까지 남으로 35리, 북으로 안천보까지 15리였다.                                                           |
| 임탄보 | 臨灘堡 | | 동으로 안향관까지 40리, 서로 고계산(古鷄山)까지 20리, 남으로 남천채경계까지 20리, 북으로 황하까지 40리이다. |